# Ermewa

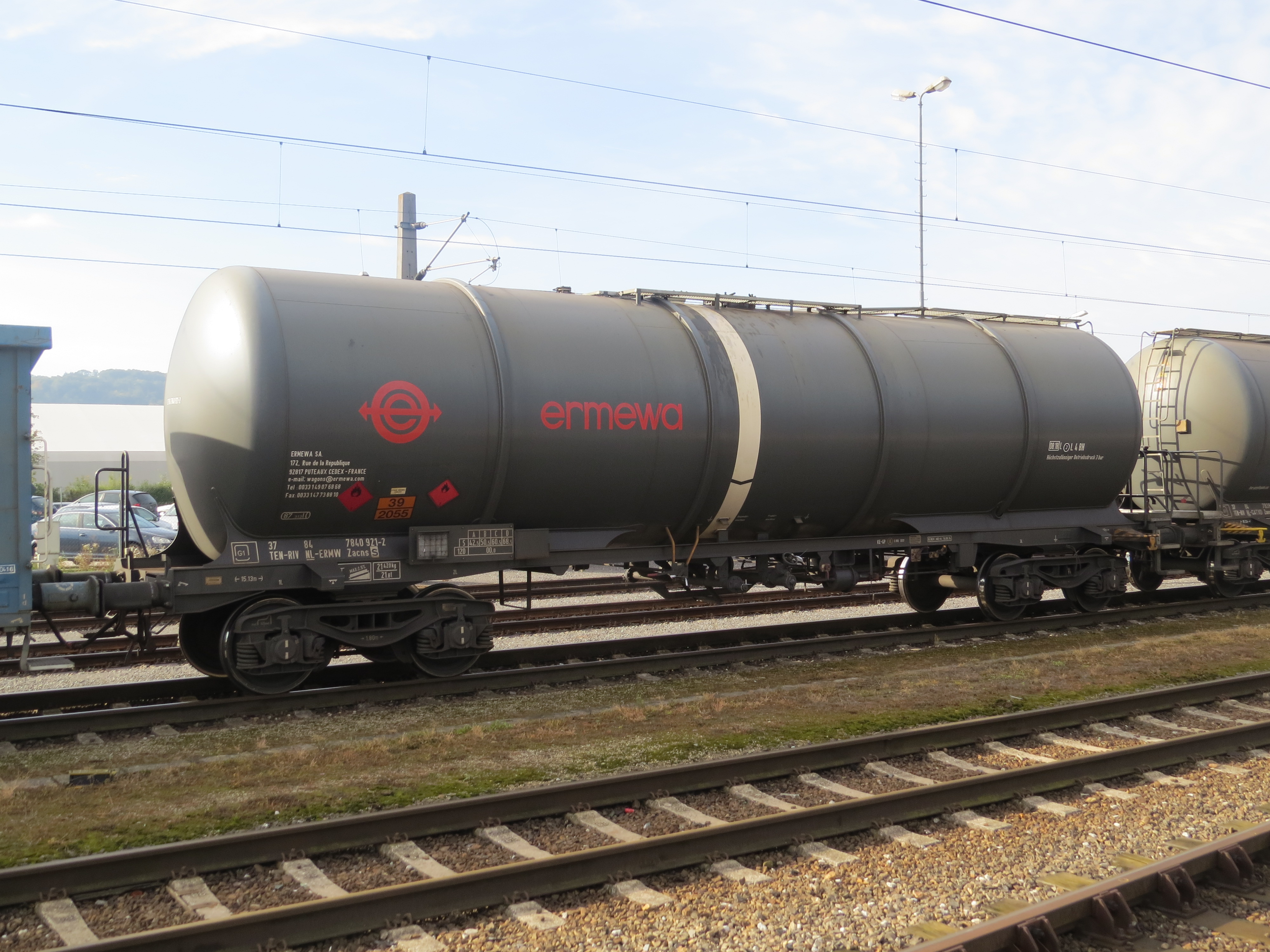
Kesselwagen mit der Aufschrift von Ermewa und UN-Nummer von Styrol am Bahnhof Pöchlarn in Niederösterreich (2017)

Die Ermewa Holding SA mit Sitz in Levallois-Perret ist ein Güterverkehrs- und Logistikkonzern, der seit 2021 zur DWS Group und Caisse de dépôt et placement du Québec gehört. Ihre Aktivitäten umfassen die vier Gebiete Güterwagen-Vermietung, Tankcontainer-Vermietung, Spedition sowie Konstruktion, Unterhalt und Reparatur von Eisenbahnwagen.

## Aktivitäten
Das Unternehmen ist unterteilt in die Geschäftsbereiche Ermewa (Güterwagen-Vermietung), Eurotainer (Tankcontainer) und Inveho (Wartung und Engineering).
Insgesamt bewirtschaftet Ermewa mehr als 21.000 Güterwagen, 23.000 Tankcontainer sowie 15.000 Gittertanks (IBC) und kleine Druckbehälter.
Die Güterwagen dienen insbesondere dem Transport von Zucker, Getreide und flüssigen Nahrungsmitteln, Granulaten und pulverförmigen Produkten sowie Mineralölprodukten, Flüssiggas und Chemieprodukten. Die Güterwagen werden sowohl vermietet wie auch für eigene Speditionsaufträge verwendet. Mit den Tankcontainern werden hauptsächlich flüssige Lebensmittel, flüssige Chemikalien sowie Flüssiggase transportiert. Die IBC- und kleine Druckbehälter-Flotte wird für verschiedene Transporte in den Bereichen Lebensmittel, Pharma, Kosmetik und Chemie verwendet. Die Groupe Ermewa betreibt zudem Werkstätten für Konstruktion, Unterhalt und Reparatur von Bahnwagen.
Die Unternehmensgruppe beschäftigt in seinen 36 Betrieben in 30 Ländern etwa 650 Mitarbeiter und erwirtschaftete 2009 einen Umsatz von 361 Millionen Euro.

## Geschichte
Das Unternehmen wurde 1956 gegründet und konzentrierte sich zunächst auf den Transport von Wein in Kesselwagen. 1970 erfolgte die Übernahme der auf Transport, Transit und Lagerung von Weinprodukten spezialisierten Firma Leduc SA und ein Jahr später die Eröffnung eines Büros in Paris. 1978 wurde die Sparte Seetransport umstrukturiert und Partnerschaften mit anderen Reedereien eingegangen.
1981 stieg die Groupe Ermewa mit dem Erwerb eines Parks mit 1.000 Güterwagen in Frankreich in den Eisenbahnbereich ein. Das Unternehmen erfuhr in der Folge ein starkes externes Wachstum durch Übernahme von verschiedenen auf diesem Gebiet tätigen Unternehmen. So wurde 1989 die SATI-Gruppe mit 10.000 Güterwagen, 1991 der Wagenpark von ARBEL mit 1.100 Güterwagen für den Transport von Schüttgut sowie im gleichen Jahr durch die Privatisierung des Parks der Deutschen Reichsbahn 2.500 Güterwagen, 1992 die Compagnie Auxiliaire du Midi mit Güterwagen für Lebensmittel und Zucker, Tankcontainer, Hafenanlagen sowie 1996 der Güterwagenpark für Getreide und Zucker der Gruppe BRAMBLES übernommen.
1992 beteiligte sich die französische SNCF mit 10 Prozent an Ermewa France und erhöhte 1998 ihren Anteil 1998 auf 33,2 Prozent. Im Jahr darauf erwarb SNCF 45 Prozent an der Groupe Ermewa und erhöhte den Anteil später auf 49,6 Prozent.
In den Jahren 2000 bis 2003 folgte eine internationale Expansion der Groupe Ermewa durch Gründung von Logistikstandorten in Frankreich, Italien, Österreich, Deutschland, Belgien, den Niederlanden und Spanien. 2003 wurde die Sparte Seetransport der Gruppe veräußert.
Ebenfalls im Jahr 2003 erwarb die Private-Equity-Gesellschaft Investors in Private Equity eine Mehrheitsbeteiligung von 50,4 Prozent an der Groupe Ermewa; ab 2010 war die SNCF alleiniger Gesellschafter.
Im Januar 2016 übernahm Ermewa die CTC (Compagnie de Transports de Céréales) und die SGW (Société de Gérance de Wagons de grandes capacités).